# محمد العربي بن أحمد بن عبد الله معن الأندلسي
هو الولي الصالح، الناسك الناصح، العرف الكامل، المحقق الواصل، المسن البركة المربي؛ أبو حامد وأبو عبد الله سيدي محمد المدعو: العربي بن سيدي أحمد بن عبد الله معن الأندلسي.
ولد ضحوة يوم الأربعاء تاسع ذي القعدة الحرام سنة 1079هـ، ونشأ في شيم شريفة، وأوصاف منيفة، وآداب لطيفة، متحليا بقراءة القرآن، متجليا في مظاهر العرفان، وأخبر عن شأنه وما يؤول إليه أمره الشيخ العارف أبو العباس أحمد اليمني؛ فقال فيه كما في «المقصد»: ((إن فيه الخير، وسيكون من الصالحين)).
ولقد صدق الله خبره فيه؛ فقد كان—صاحب أحوال ربانية، ومواجد عرفانية، واقفا عند حده، جاريا على طريقة أبيه وجده، لابسا أثواب الخمول، طالعا في سماء الوصول، ملازما لداره لا يخرج إلا للزاوية (الزاوية العبدلاوية)، وشهود مشاهد المسلمين الحاجية، يحب السماع، ويتأثر طبعه بالطبوع في الانطباع، عظيم الصمت؛ لا يتكلم إلا فيما فيه فائدة دينية أو دنيوية، ولا يحب اللغو في الأقوال، ولا اللهو في الأفعال، مهابا معظما عند سائر الناس، ولا يركن إلا إلى السُلفيات، ولا يحب العلويات، ويجنح إلى الخراب وإلى أهل المسكنة والضعف.
وله كلام عجيب في الطريق، وإشارات لطيفة مذكورة في كتابه وكذا في كتب أصحابه وأصحابهم؛ منها: قوله: ((إياك أن تغفل عن التشريف والتعظيم لمن ظهر لك بعض الفتح على يده؛ لأن في التشريف والتعظيم للحرمة مفتاحا عظيما لزيادة الإمدادات والخيرات والأسرار وألنوار، لا تغفل عن هذا الباب؛ لابد وإياك!))، ومنها: ((ما بلغنا الوصال، إلا نجد النصال))، ومنها: ((لا تكن عاشقا لأحد، لا تكن إلا معشوقا، وإن لم تجد بُدا؛ لا تعشق إلا من يعشقك)). ومنها: ((لا تطعم طعام حكمتك إلا لمن تجده في غاية الاحتياج إليه، وإلا؛ فدسه ولازم الجحود، قال القرآن: «إنما الصدقات للفقراء والمساكين». [التوبة:60].
أخذ عن والده أبي العباس؛ وعليه اعتمد وبه تربى، وأخذ –أيضا- عن الشيخ سيدي أحمد اليمني. ذكر ذلك تلميذه سيدي علي الجمل في مواضع من كتابه، وذكر الشيخ أبو العباس ابن عجيبة في فهرسته أنه: أخذ عنه الطريقة القادرية، وعن أبيه الطريقة الشاذلية. قال: ((وفيه التقى البحران: بحر الشاذلي، وبحر القادري)).
وكان له أتباع، وتلامذة صالحون وأشياع؛ منهم: ولده الصالح أبو محمد عبد الله، والمحمدان: أبو عبد الله آمزاج، وأبو عبد الله البوعصامي، والشيخ الصالح أبو عبد الله محمد بن يونس الشريف السريفي ثم الفاسي، والعارف بالله أبو الحسن سيدي علي الجمل؛ وهو من أجل تلامذته وأصحابه؛ صحبه نحوا من 16 سنة، وسمع منه ورأى من الأسرار والمعارف، والحكم واللطائف ما لايكاد ينحصر. قال سيدي علي هذا: ((سمعته يقول: قال بعض العارفين: لو أتاني عربي بدوي يبول على ساقيه؛ لوصلته إلى الله من حينه، وأنا أقول: لو أتاني يهودي أو نصراني؛ لوصلته إلى الله من حينه. قال: سمعت هذا منه في حال عظيم ورد عليه)).
وممن لقيه بفاس وتبرك به: الشيخ أبو العباس سيدي أحمد التجاني—ذكر ذلك في «جواهر المعاني»، والشيخ أبو عبد الله سيدي محمد التاودي ابن سودة المري؛ وقد أورده في فهرسته فيمن لقي من صلحاء فاس قائلا ما نصه: ((ومنهم: الشيخ المهاب، اللائح عليه آثار التخصيص والاقتراب؛ أبو محمد سيدي العربي ابن عبد الله نجل الولي الشهير سيدي أحمد ابن عبد الله صاحب زاوية المخفية، لقيته غير ما مرة متبركا به، ودعا لي بخير، وكان له أصحاب وأتباع خيار منهم: سيدي محمد بن يونس، والشريف سيدي علي الجمل.. وغيرهما)).
وذكر غير واحد أن وفاته: سنة 1166هـ/1753م. وكانت له جنازة حفيلة حضرها أعيان فاس من علمائها وفقرائها ورؤسائها، وصلى عليه بقبره في روضة أبيه وجده المذكورين، وقبره بها معروف إلى ألان، خارج قبتهما، بالمباح المتصل بها من ناحية القبة اليوسفية، وهو مزار متبرك به. ترجمة في «الروضة المقصودة»، و«سلوك الطريق الوارية»... وغيرهما.